# 44597 Торо
44597 Торо (44597 Thoreau) — астероїд головного поясу, відкритий 6 серпня 1999 року.
Тіссеранів параметр щодо Юпітера — 3,610.
Названо на честь Генрі Девіда Торо (англ. Henry David Thoreau, 1817–1862) — американського письменника, мислителя, натураліста, суспільного діяча.